# The Flag Lieutenant
The Flag Lieutenant é um filme mudo, de guerra, produzido no Reino Unido e lançado em 1926.
O filme teve uma sequência em 1927 (The Further Adventures of the Flag Lieutenant), e a peça, de W. P. Drury, foi readaptada para o cinema em 1932.